# U-1061
U-1061 je bila nemška vojaška podmornica Kriegsmarine, ki je bila dejavna med drugo svetovno vojno.

## Zgodovina
9. maja 1945 se je podmornica predala v Bergenu. V sklopu operacije Deadlight je bila maja 1945 premeščena v Loch Ryan, kjer so jo potopili 1. decembra 1945 med pomorskim obstreljevanjem.

## Poveljniki
| Poveljniki |             |               |                                  |
| Št.        | Čin         | Ime           | Poveljstvo                       |
| 1.         | Nadporočnik | Otto Hinrichs | 25. avgust 1943 - 19. marec 1945 |
| 2.         | Nadporočnik | Walter Jäger  | 20. marec 1945 - 8. maj 1945     |

## Tehnični podatki
| Kategorije                                    | Podatki                       |
| --------------------------------------------- | ----------------------------- |
| Teža (t): na površju pod površjem polna Teža  | 1.084 1.181 1.345             |
| Dolžina (m) - tlačni trup (m)                 | 77,63 - 60,4                  |
| Širina (m) - tlačni trup (m)                  | 7,3 - 4,7                     |
| Izpodriv (m)                                  | 4,91                          |
| Višina (m)                                    | 9,6                           |
| Moč (hp): na površju pod podvršjem            | 3.200 750                     |
| Hitrost (vozlov): na površju pod podvršjem    | 17,6 7,9                      |
| Doseg (milja/vozel): na površju pod podvršjem | 14.700/10 75/4                |
| Torpeda/Torpedne cevi                         | 14/5 (4 na premcu, 1 na krmi) |
| Posadka                                       | 46-52                         |
| Maksimalni potop (m)                          | 200                           |